# Австро-турска война (1787 – 1791)
Австро-турската война от 1787 – 1791 г. е последната Австро-турска война. Подета е по инициатива на Австрия в подкрепа на Русия по време на Руско-турската война от 1787 – 1792 г.

## Начало
Императорът на Свещената Римска империя Йосиф II е личен приятел и ревностен съюзник на Екатерина II. След като през 1787 г. Османската империя обявява война на Русия, австрийският император подкрепя стратегическия си съюзник. През януари 1788 г. Австрия обявява война на Османската империя.
Въпреки този външно манифестиран акт значителна част от австрийската войска се разтяга върху обширна дъга от река Днестър до Адриатика по границите на империята. За активни действия срещу турците е ангажирана само армията на принц Фридрих Йосия Сакс-Кобург-Заалфелдски. Нейна непосредствена цел е превземането на крепостта Хотин. Влизането на Австрия във войната не е имало практически ефект върху основния театър на бойните действия – Черноморския. Не без значение за това е и обстоятелството, че в Австрия от 1788 г. върлува епидемия, а много от войниците са в болниците.
Последната австро-турска война е кампанийна през летните периоди на 1789 – 1890 г.

## Кампания от 1789 г.
В кампанията от 1789 г. австрийците решават да концентрират усилията си в Сърбия и Хърватия. За взаимодействие с руските войски в Молдова е отделен корпус в състав от 18 000 военнослужещи под командването на принц Кобурготски. Съвместната руско-австрийска армия побеждава турците в битката при Фокшани и в битката при Римник. Разбиването на турците в тези битки позволява на маршал Лаудон да изгони турците от Банат и в края на септември да превземе Белград. Принц Кобурготски завзема Влашко и влиза триумфално в Букурещ.

## Кампания от 1790 г.
През 1790 г. армията на принц Кобурготски превзема турската крепост Оршова, след което обсажда крепостта Журжу, но успешен набег на турците през месец юни принуждава австрийците да вдигнат обсадата. През юни австрийците побеждават турците при Калафат. Въпреки тази победа до принц Кобурготски достига новината, че турците ще атакуват от Журжу към Букурещ с цел да отрежат австрийските от руските части. Австрийският главнокомандващ във Влашко пише до Суворов писмо с молба за помощ.
Император Йосиф II почива през февруари 1790 г. Неговият наследник на трона император Леополд II решава да започне сепаративни мирни преговори с Османската империя и сключва примирие с турците, поставяйки в опасност руските войски. След дълги преговори през август 1791 г. е подписан Свищовският договор. Към този сепаративен мир Австрия е подтикната от заплахата на Прусия (бивш съюзник на Османската империя), както и от събитията във Франция по времето на Френската революция, което я кара да обърне внимание на западните си граници. По тези причини придобивките на Австрия от участието ѝ във войната са повече от скромни: крепостта Оршова и два гранични града в Хърватия.

## Край на австро-турските войни
С тази война се слага край на австро-турските войни, продължили 3 века, за господство над Панонската низина и в частност над Унгария в уния с Хърватия (виж Хърватско-унгарска уния).
Още по време на военните действия в османския тил настъпват сериозни кърджалийски размирици. След войната на практика в цяла Румелия (балканските владения на Високата порта) настъпва анархия. Постепенно във Видин се укрепва Осман Пазвантоглу, който в съюз с наследника на Кримското ханство прави няколко похода срещу Цариград, като те предварително си поделят властта след евентуално сваляне на султана – за кримския владетел султанството, а за видинския феодал – поста Велик везир.
На практика в самото начало на 19 век Портата се оказва без всякакъв фактически контрол върху европейските си владения. Това я принуждава на няколко пъти нито да отхвърли, нито да приеме предложената ѝ австрийска помощ за справяне с метежниците (включително и за даване на политическо убежище в Австрия на Пазвантоглу), понеже знае, че тя ще ѝ струва сериозни териториални отстъпки. От своя страна Дунавската монархия е обезсърчена да воюва повече срещу разкапващата се Османска империя, защото от своя страна се притеснява след френската революция и възходът на Наполеон Бонапарт, дали резултатът от разпадането на Османската държава няма да е от полза за най-големия ѝ съперник в Европа – Първата френска империя с оглед и на стартиралия междувременно Египетски поход.
През следващия 19 век, вследствие от Наполеоновите войни и договореностите от Виенския конгрес, създадената през 1804 г. Австрийска империя не се ангажира пряко с военни действия на Балканите. За сметка на това за постигането на своите интереси в Османската империя тя залага на западнославянската еманципация, противопоставяйки я (до създаването на Австро-Унгария през 1867 г.) на унгарското национално движение, като залага и на балканското съперничество между еманципиращите се млади нации при разпространението и господството на национализма през целия 19 век.